# Literaire fictie
Met literaire fictie worden geschreven fictiewerken (romans, novellen, korte verhalen) aangeduid waarover op grond van bepaalde eigenschappen en/of kwaliteiten de intersubjectieve opinie bestaat dat zij tot de literatuur behoren. 
Het beste werk van schrijvers die literair gewaardeerd worden, literaire prijzen ontvingen en gunstige kritieken kregen, wordt mogelijk opgenomen in de literaire canon van dat land of van die taal. Andere werken, aangeduid als genrefictie, kunnen wel goed geschreven zijn, maar zijn volgens traditionele academici te zeer gericht op verkoop, succes en entertainment om ernstig te kunnen worden genomen als literatuur. In de praktijk is de veronderstelde grens tussen deze twee vormen van fictie soms moeilijk te trekken, want ook boeken in genres als sciencefiction, detective en spionage kunnen complex zijn  opgebouwd en van een groot vakmanschap getuigen. Deze scheiding wordt door sommigen dan ook als kunstmatig en problematisch ervaren. 